# 孔多波加灣
62°06′50″N 34°22′36″E / 62.11389°N 34.37667°E

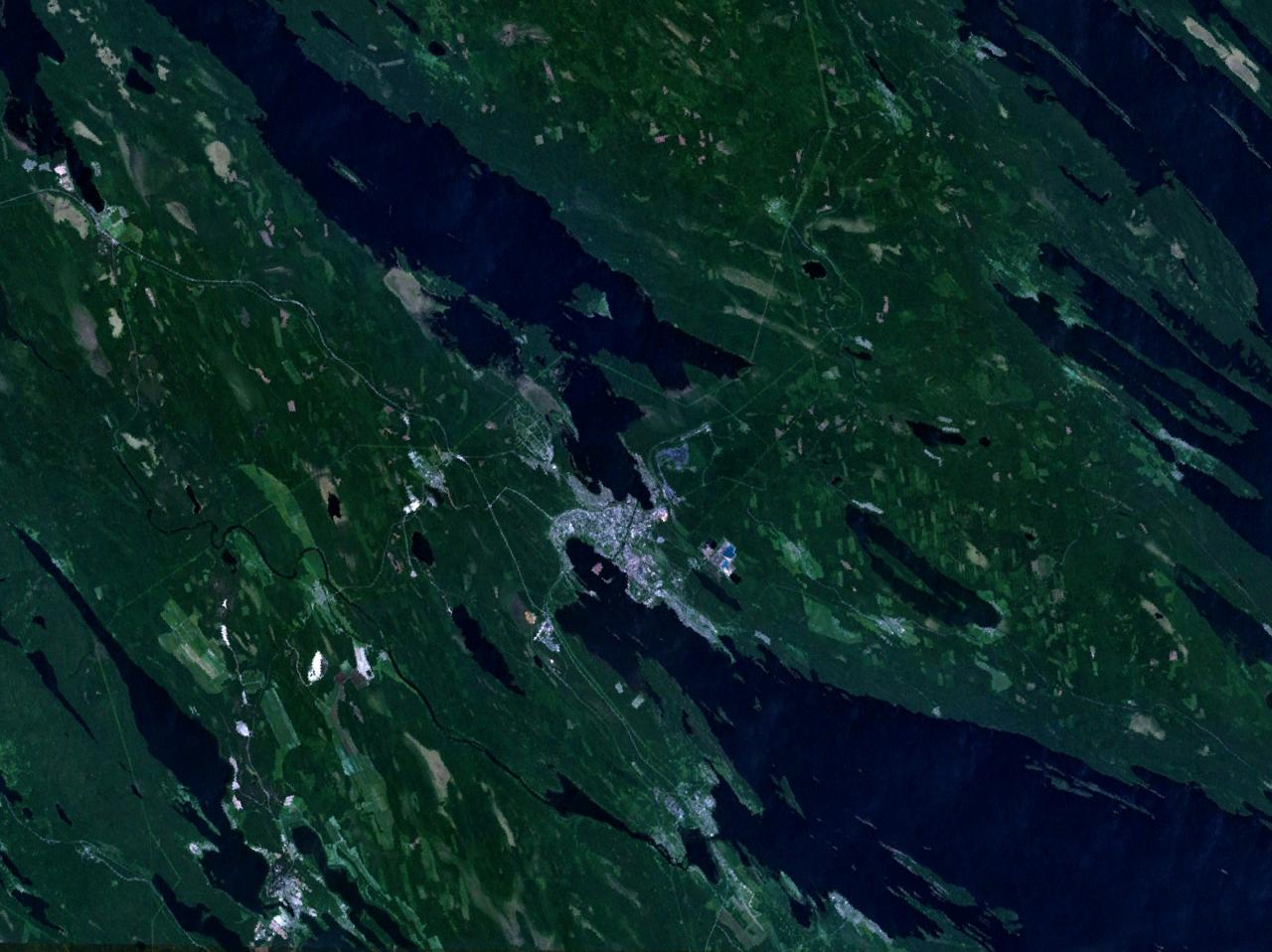

孔多波加灣是俄羅斯的海灣，位於奧涅加湖西北部，長32公里、寬8公里，距離彼得羅扎沃茨克少於50公里，沿岸城鎮有孔多波加，最大水深78米。